# (9659) 1996 EJ
1996 إي جاي (ويعرف أيضًا باسم (9659) 1996 إي جاي وفق تسمية الكوكب الصغير) (بالإنجليزية: 1996 EJ)‏ هو كويكب ضمن حزام الكويكبات؛ وترتيبه 9659 من حيث الاكتشاف.
اكتُشف هذا الجُرم الفلكي بواسطة هيروشي كانيدا في 10 مارس 1996.

## وصلات خارجية
- (9659) 1996 EJ في قاعدة بيانات مختبر الدفع النفاث لأجرام النظام الشمسي الصغيرة

- الاكتشاف · مخطط المدار ·  العناصر المدارية · المعلمات المادية

- (9659) 1996 EJ على موقع ويكي سكاي: DSS2, SDSS, GALEX, IRAS, Hydrogen α, X-Ray, Astrophoto, Sky Map, Articles and images